# Scienziato della conservazione

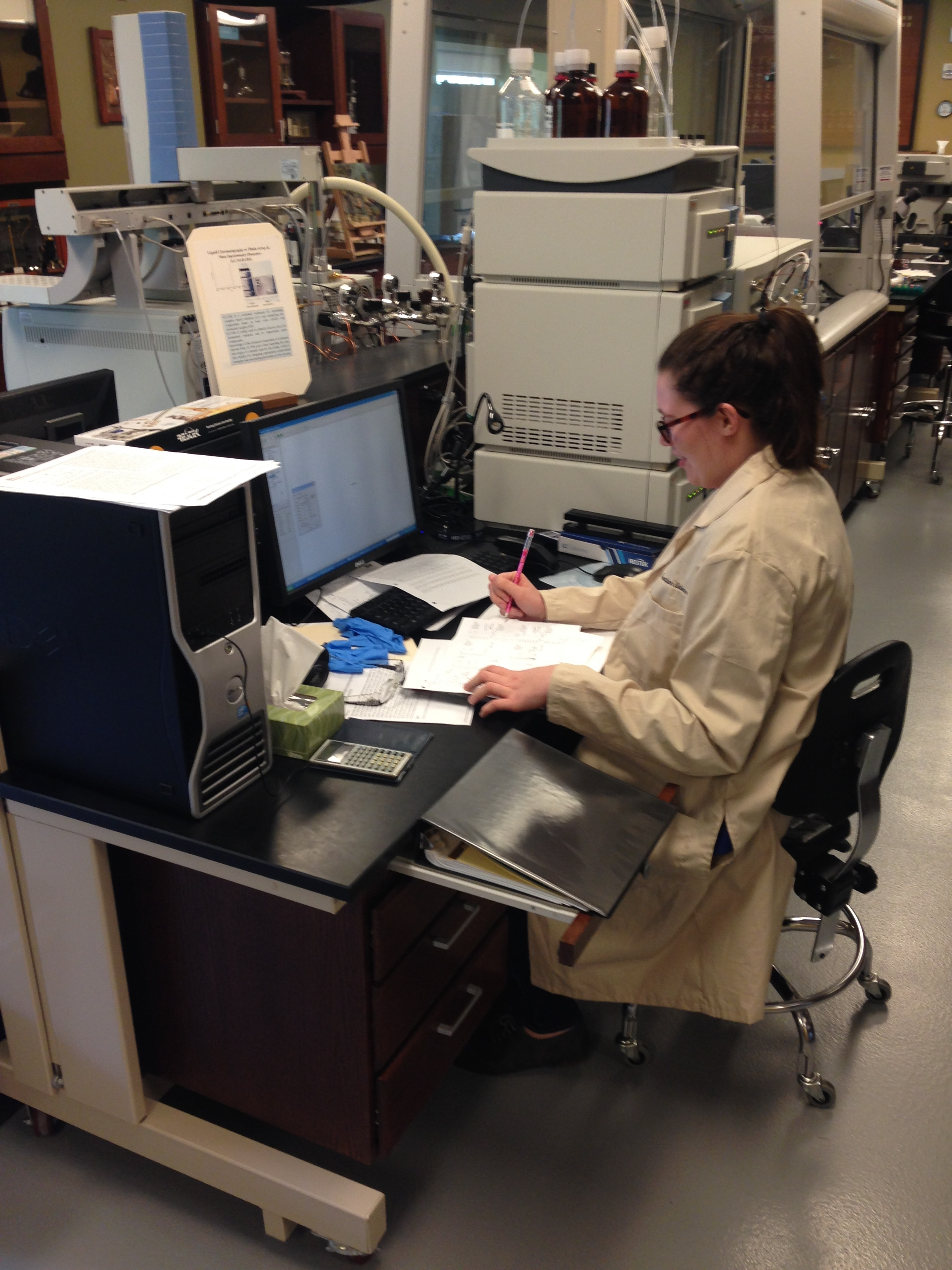
Scienziata della conservazione che utilizza la cromatografia liquida-spettrometria di massa presso l'Indianapolis Museum of Art.

Uno scienziato della conservazione è un professionista museale che lavora nel campo della scienza della conservazione e il cui focus è sulla ricerca del patrimonio culturale (ad esempio arte, manufatti, edifici e monumenti) attraverso l'indagine scientifica. Gli scienziati della conservazione conducono ricerche scientifiche applicate e tecniche per determinare gli aspetti materiali, chimici e tecnici del patrimonio culturale. Le informazioni tecniche raccolte dagli scienziati della conservazione vengono quindi utilizzate dal conservatore e dai curatori per decidere i trattamenti di conservazione più adatti per l'oggetto esaminato e/o ampliano la conoscenza sull'oggetto fornendo risposte sulla composizione del materiale, sulla fabbricazione, sull'autenticità e sui precedenti trattamenti di restauro.

## Responsabilità e doveri
La responsabilità principale di uno scienziato della conservazione è fornire supporto analitico e tecnico per la conservazione e il restauro di beni culturali utilizzando analisi e tecniche scientifiche. Questi compiti vengono svolti principalmente in quattro modi: 1.) l'identificazione dei materiali e la fabbricazione di un oggetto, 2.) studiando i meccanismi di degrado degli oggetti, 3.) sviluppando e testando trattamenti di conservazione-restauro e 4.) sviluppo e sperimentazione di nuove tecniche e apparecchiature analitiche. Ogni attività è adeguatamente documentata dagli scienziati della conservazione con informazioni quali composizione, condizioni, storia e trattamenti suggeriti. Inoltre, molti di questi compiti richiedono che gli scienziati della conservazione collaborino con altri professionisti museali e scienziati industriali/tradizionali per poterli svolgere adeguatamente, in particolare con conservatori e curatori.

### Identificazione

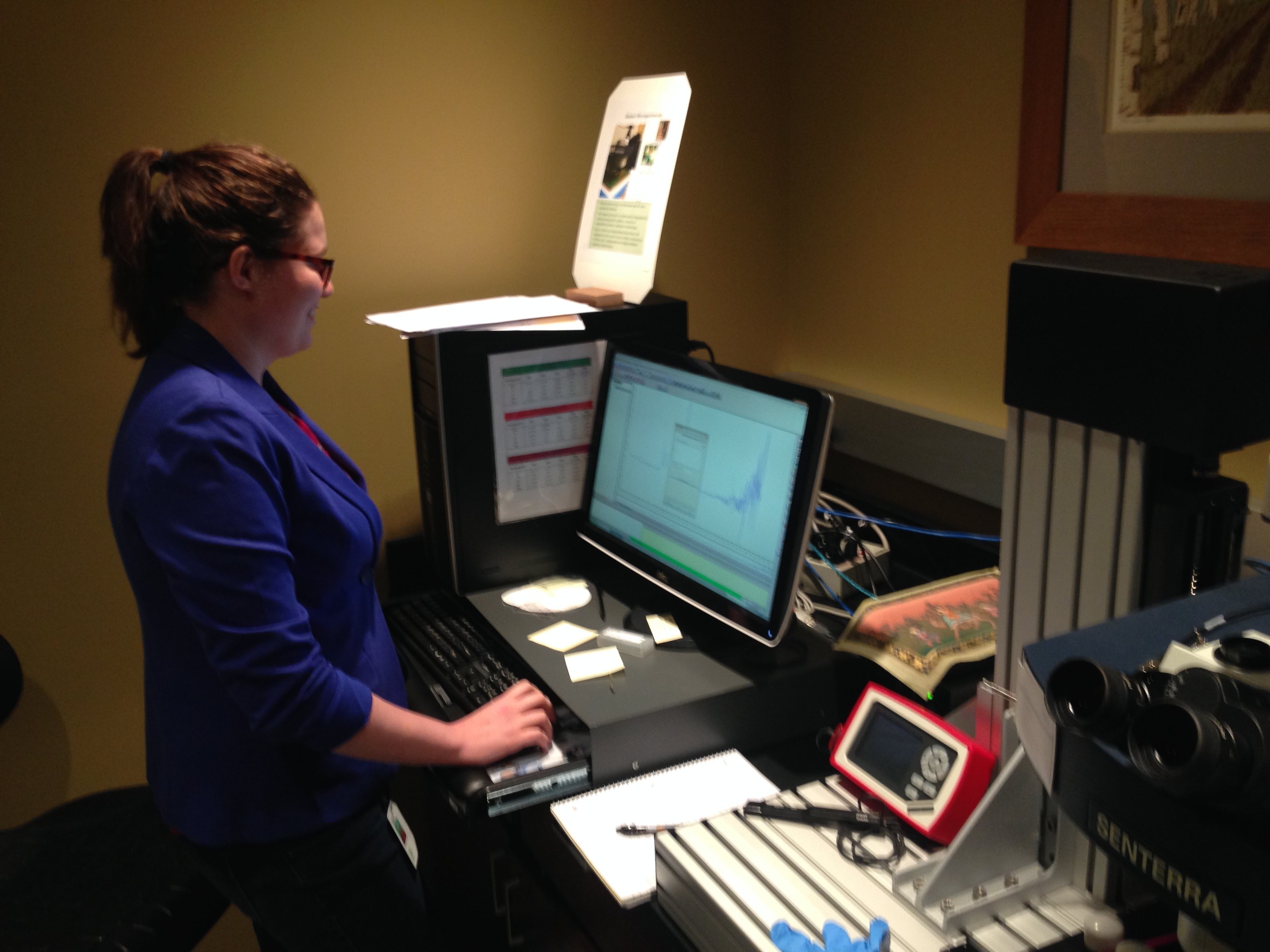
Scienziata della conservazione che utilizza la spettroscopia Raman presso l'Indianapolis Museum of Art.

L'identificazione dei materiali che compongono un oggetto è il compito più basilare della scienza della conservazione. Ciò viene generalmente ottenuto utilizzando tecniche di esame non distruttive o, se necessario, tecniche analitiche distruttive progettate per piccoli campioni. Le informazioni fornite sulla composizione materiale dell'oggetto aiutano nello sviluppo di misure di conservazione preventiva - come il controllo dell'illuminazione e dell'umidità - e nella selezione di trattamenti di restauro appropriati. L'analisi dei materiali può portare anche a scoperte sull'origine e sulla fabbricazione dell'oggetto. Tali studi, chiamati storia tecnica dell'arte, possono fornire informazioni sul periodo di tempo di un oggetto, sulla sua autenticità, sull'artista e sui precedenti trattamenti di restauro. Oltre a portare a nuove interpretazioni, queste informazioni influiscono sulla selezione dei trattamenti da parte di conservatori e scienziati della conservazione.

### Degrado
Un altro obiettivo chiave della scienza della conservazione è lo studio del meccanismo di degrado o deterioramento degli oggetti. Utilizzando l'analisi chimica, gli scienziati della conservazione possono determinare i processi materiali sottostanti (ad esempio invecchiamento e reazioni chimiche), i fattori di rischio e le condizioni ambientali che causano il degrado degli oggetti. Queste informazioni possono quindi essere utilizzate dagli scienziati della conservazione, in collaborazione con i conservatori, per sviluppare trattamenti appropriati per gli oggetti, in particolare trattamenti che possono fornire stabilità e conservazione a lungo termine per l'oggetto esaminato.

### Sviluppo di trattamenti di conservazione-restauro
Il continuo sviluppo di nuovi materiali e tecniche di conservazione (ad esempio solventi per la pulizia) e tecniche è un aspetto essenziale della conservazione del patrimonio culturale. Questa ricerca garantisce la continua esistenza del patrimonio culturale nelle migliori condizioni possibili considerando la sua età e il suo degrado. I conservatori spesso si affidano agli scienziati della conservazione per le loro conoscenze scientifiche e competenze nello sviluppo di questi materiali e trattamenti. Agli scienziati della conservazione viene chiesto di valutare l'efficacia e la sicurezza dei materiali e dei trattamenti attuali, di migliorare tali materiali/tecniche e di ideare nuovi materiali e tecniche. L'obiettivo è sviluppare trattamenti e materiali conservativi che possano rallentare il degrado dei materiali e ulteriori danni in modo efficace e senza danneggiare l'oggetto. 

### Sviluppo di nuove tecniche e apparecchiature analitiche
Oltre a sviluppare trattamenti e materiali per la conservazione, gli scienziati della conservazione collaborano con scienziati industriali e produttori di strumenti nello sviluppo di nuove tecniche e apparecchiature analitiche. Gli scienziati della conservazione sono costantemente alla ricerca e allo sviluppo di nuove tecniche e strumenti che migliorino la condizione e il trattamento degli oggetti. A tal fine, gli scienziati stanno sviluppando nuove tecniche e strumenti per: diminuire ed eliminare la necessità di campionare oggetti per ridurre al minimo i danni collaterali, analizzare meglio i materiali, documentare i risultati, migliorare la facilità (ad esempio la portabilità), migliorare il monitoraggio ambientale. 

### Istruzione
Oltre alle loro responsabilità scientifiche, gli scienziati della conservazione hanno il dovere di contribuire a educare i nuovi scienziati che lavorano nell'ambito, il campo della conservazione e il pubblico come parte del loro codice etico. Per garantire la continuazione e la qualità della loro professione, gli scienziati della conservazione sono coinvolti nella formazione di nuovi scienziati come membri dei dipartimenti accademici di conservazione, docenti aggiunti e come mentori di borse di studio, stage e lavori di livello base. Gli scienziati della conservazione aiutano anche a educare la comunità della conservazione in generale diffondendo le loro ricerche per promuovere la crescita e l'uso delle migliori pratiche e materiali. Infine, gli scienziati della conservazione istruiscono il pubblico sulla scienza della conservazione per promuovere la consapevolezza del settore e della sua importanza per il patrimonio culturale.

## Conoscenze, abilità e competenze
Le conoscenze, le competenze e le abilità di base necessarie agli scienziati della conservazione sono:
- avanzare la conoscenza in una disciplina di scienze fisiche o applicate (ad esempio fisica, chimica, scienza dei materiali, biologia, ingegneria e geologia)
- conoscenza di base della conservazione e delle discipline umanistiche rilevanti (es. storia dell'arte, archeologia, antropologia, storia, belle arti, ecc.)
- pensiero critico e risoluzione creativa dei problemi
- la capacità di formulare e svolgere ricerca
- esperienza nell'utilizzo di un'ampia gamma di tecniche e apparecchiature analitiche
- la capacità di collaborare e lavorare in squadra
- la capacità di comunicare in modo efficace

## Strumentazione e usi

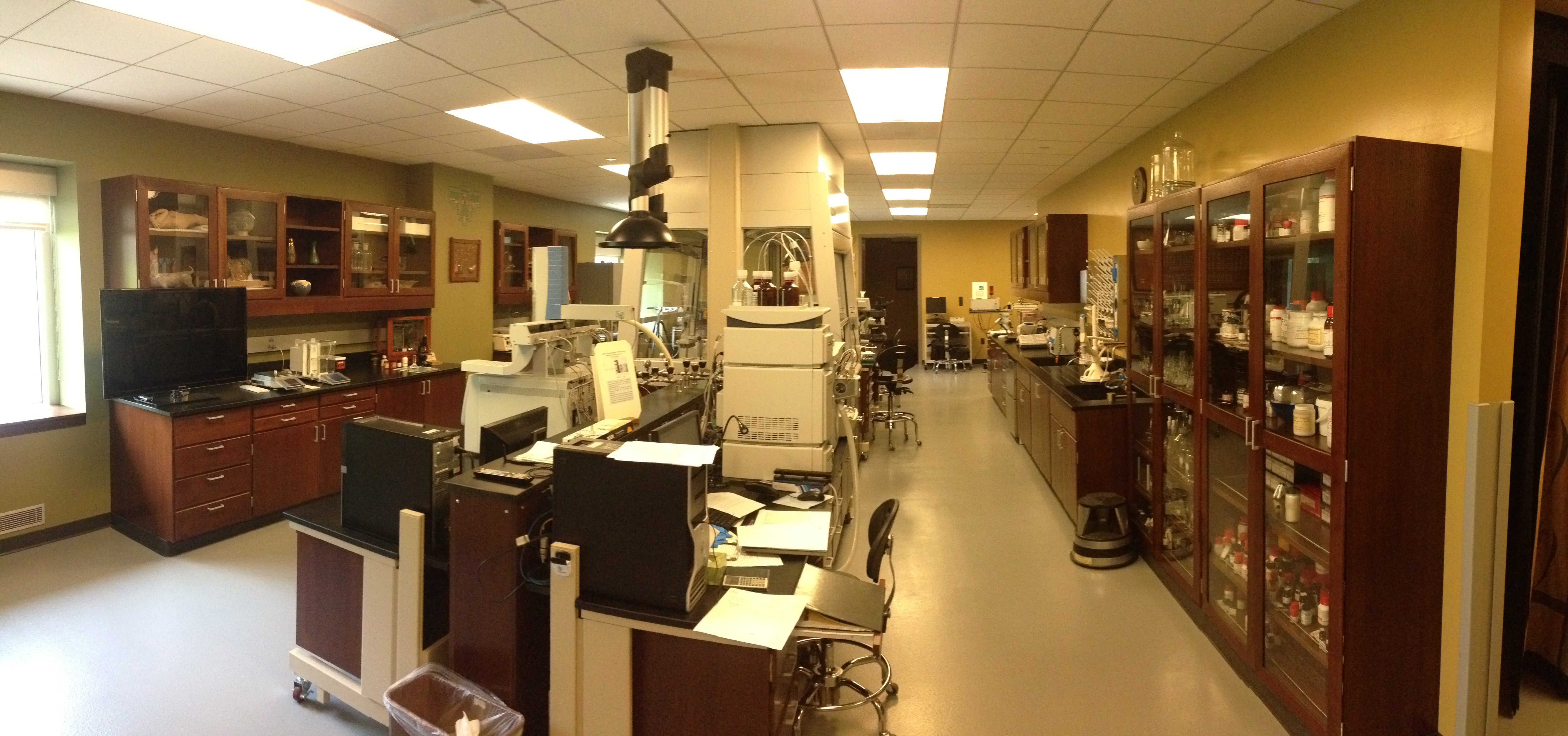
Laboratorio di scienza e conservazione dell'Indianapolis Museum of Art.

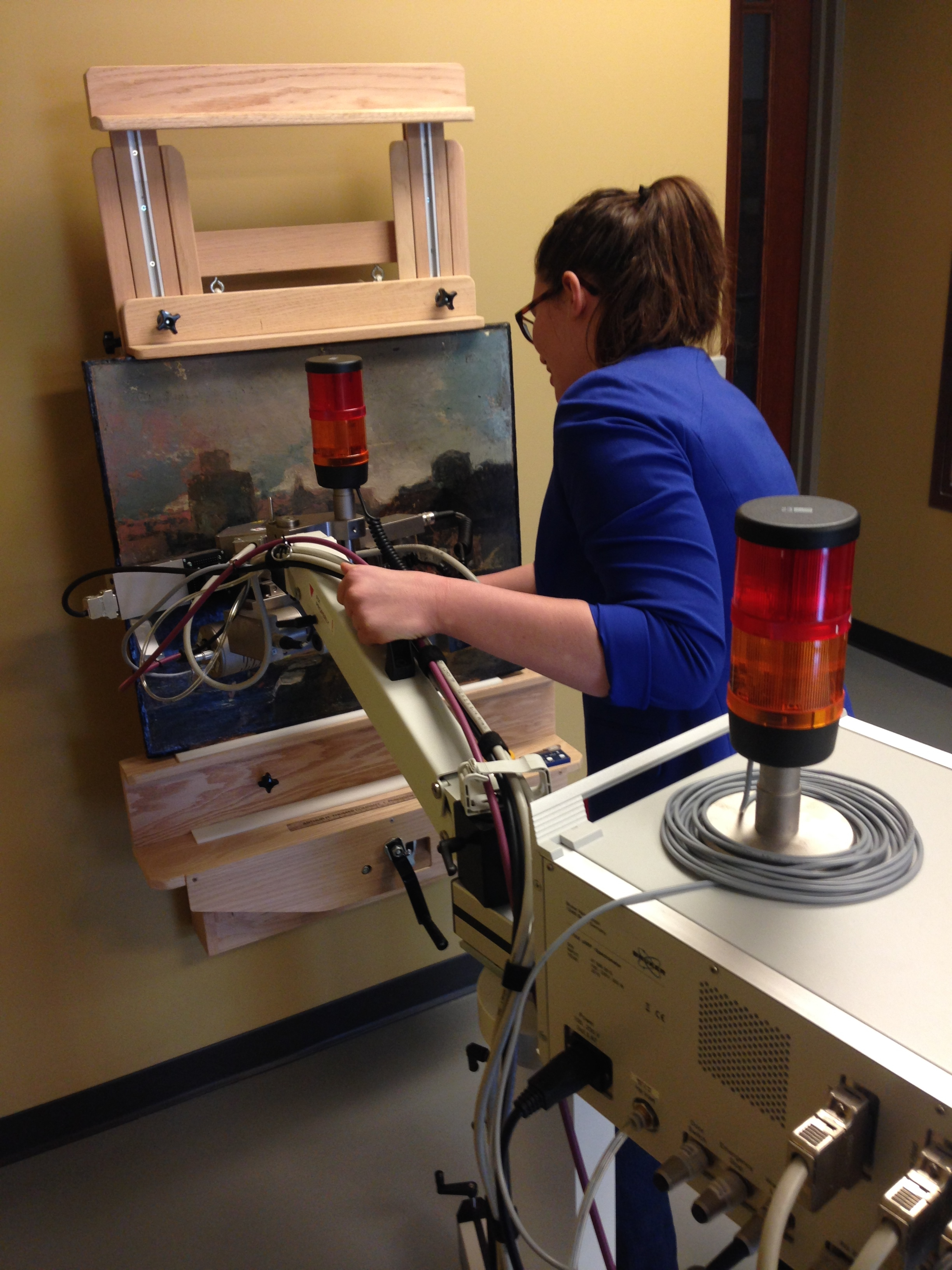
Caitlyn Phipps utilizza la spettroscopia di fluorescenza a raggi X (XRF) all'Indianapolis Museum of Art.

Gli scienziati della conservazione utilizzano una varietà di tecniche e strumenti microscopici, spettroscopici, cromatografici e di altro tipo per esaminare fisicamente e chimicamente gli oggetti. Le tecniche non distruttive sono preferite dagli scienziati della conservazione in modo da preservare il più possibile l'originalità, l'integrità e lo stato attuale dell'oggetto. Tali metodi non distruttivi includono esame visivo, tecniche di imaging avanzate e raggi X. A volte, campionare un oggetto è inevitabile. In questi casi, dall'oggetto vengono rimossi frammenti microscopici, raramente visibili a occhio nudo, e viene documentata la loro posizione originaria. Le esigenze scientifiche ed etiche di uno scienziato della conservazione richiedono una varietà di strumenti, presi dalla scienza tradizionale e leggermente modificati, per condurre adeguatamente la propria ricerca. Di seguito sono elencati alcuni degli strumenti più comunemente utilizzati oggi nei laboratori dei musei e il modo in cui vengono utilizzati dagli scienziati della conservazione.
Microscopico:
- Microspettroscopia a infrarossi a trasformata di Fourier (FTIR)[11]: utilizza lo spettro infrarosso (IR) per identificare i gruppi funzionali o le informazioni sul legame covalente di un oggetto[12]. Nelle scienze della conservazione, è una tecnica importante per l'identificazione dei materiali, in particolare per la classificazione dei materiali organici[13]. I campioni microscopici possono fornire informazioni sulla chimica dei vari materiali che compongono l'oggetto.
- Microspettroscopia Raman[14]: utilizza metodi di spettroscopia vibrazionale per identificare determinati materiali. Nella scienza della conservazione, viene utilizzato per identificare e caratterizzare materiali di oggetti come ambra, vetro, ceramica smaltata, pigmenti e polimeri[15].
- Microscopia elettronica a scansione con spettroscopia a dispersione di energia (SEM-EDS)[16]: utilizza un raggio elettronico per scansionare la superficie di un campione, producendo immagini dettagliate con un elevato ingrandimento/risoluzione. Nelle scienze della conservazione, viene utilizzato per studiare la superficie di un oggetto e identificare i materiali presenti.

Spettrometrico:
- Spettroscopia di fluorescenza a raggi X (XRF): utilizza un fascio di raggi X sulla superficie di un oggetto che produce una caratteristica fluorescenza dei raggi X degli elementi presenti[17]. Tecnica non distruttiva, viene utilizzata nelle scienze della conservazione per individuare il contenuto elementare e chimico dei materiali presenti nell'area esaminata.
- Cromatografia: insieme di tecniche di laboratorio utilizzate per separare miscele di composti[18]. Molte delle tecniche sono estremamente abili nell'identificazione positiva dei materiali organici. 
  - Cromatografia liquida-spettrometria di massa (LC-MS): Combina la cromatografia liquida (che utilizza il liquido "per separare miscele complesse di materiali organici nei loro singoli componenti chimici")[19] e la spettrometria di massa. La combinazione fornisce un'identificazione dettagliata dei componenti presenti nel materiale esaminato.
  - Gascromatografia-spettrometria di massa (GC-MS): combina la gascromatografia (che utilizza il gas "per separare miscele complesse di materiali organici nei loro singoli componenti chimici")[20] e la spettrometria di massa. La combinazione fornisce un'identificazione dettagliata dei componenti di un oggetto a un livello basso di parti per miliardo[21].
  - Pirolisi-gascromatografia-spettrometria di massa (Py-GC-MS): combina la gascromatografia e la spettrometria di massa su un campione riscaldato. Il calore decompone il campione, producendo molecole più piccole che vengono separate dalla gascromatografia e rilevate dalla spettrometria di massa. La tecnica è utile nell'identificazione di mezzi polimerici sintetici.

Altri:
- Radiografia X[22]: una tecnica di imaging che utilizza radiazioni ad alta energia (raggi X) per visualizzare la struttura interna dei materiali che compongono un oggetto che differiscono in densità. La tecnica viene utilizzata nella scienza della conservazione per esaminare la composizione strutturale degli oggetti e identificare crepe, indizi di fabbricazione e altri elementi che non sono visibili a occhio nudo.
- Microfadeometria (MFT - Microfadeometry)[23]: misura la sensibilità alla luce di un oggetto. Nella scienza della conservazione, viene utilizzata per studiare il tasso di deterioramento dei colori se esposti alla luce e all'ossigeno.

## Istruzione e formazione
Si dibatte molto nel campo delle scienze della conservazione riguardo alla quantità e al tipo di istruzione e formazione che dovrebbero essere richieste alle persone che entrano in questo campo. Attualmente non esiste un percorso definito per diventare uno scienziato della conservazione. Un’indagine del 2013 condotta dal Centro internazionale per lo studio della conservazione e del restauro dei beni culturali (ICCROM) sui percorsi di istruzione e formazione per gli scienziati della conservazione in tutto il mondo ha concluso che:
le categorie più numerose di qualifiche consigliate sono le combinazioni BA+MA (24%) in conservazione e BSc+MA in conservazione (23%). La maggioranza, l’87%, pensa che siano necessarie sia qualifiche scientifiche che di conservazione. Il 44% degli intervistati ritiene che dovresti avere 0-2 anni di esperienza lavorativa e il 41% pensa che servano 3 anni o più. 
Questa indagine dimostra che non esiste un consenso a livello mondiale sul tipo e sulla quantità di istruzione e formazione necessaria per diventare uno scienziato della conservazione, con conseguenti variazioni regionali e istituzionali.
Negli Stati Uniti, il percorso più comune intrapreso è una laurea avanzata in una disciplina di scienze fisiche, naturali o applicate come fisica, chimica, scienza dei materiali, biologia, ingegneria e geologia. I master sono accettabili, ma la maggior parte degli scienziati della conservazione ha un dottorato di ricerca. In effetti, un dottorato sta diventando un requisito sempre più comune anche per le posizioni di livello base nel campo delle scienze della conservazione. È inoltre essenziale una conoscenza di base della teoria e della pratica della conservazione, della storia dell'arte e/o di altre discipline umanistiche pertinenti (ad esempio archeologia, antropologia, belle arti, storia, ecc.). Gli scienziati che cercano di entrare nel campo in genere acquisiscono questa esperienza e conoscenza attraverso borse di studio post-dottorato. Esistono diversi programmi post-dottorato in particolare per gli scienziati che desiderano ricevere una formazione specializzata in scienze della conservazione, compresi quelli presso la National Gallery of Art (Charles Culpepper Fellowships), l'Harvard University Art Museum e il Getty Conservation Institute. Numerosi musei e istituzioni culturali offrono anche borse di studio individuali di formazione avanzata in scienze della conservazione attraverso organizzazioni come la Fondazione Kress e la Fondazione Andrew W. Mellon. Il Northwestern University-Art Institute of Chicago Center for Scientific Studies (NU-ACCESS) è un esempio di borsa di studio finanziata da Andrew W. Mellon. 
In Europa, ci sono due percorsi comuni per diventare uno scienziato della conservazione. Il primo percorso è un corso post-laurea in scienze della conservazione che comprende formazione, ricerca e pratica/esperienza con conservatori-restauratori praticanti. Il Dottorato Europeo in Scienze per la Conservazione (EPISCON), che è un programma di borse di studio triennale presso dieci istituzioni partecipanti, è un esempio di tale programma. Il secondo percorso prevede la formazione sul posto di lavoro in un team di scienze della conservazione combinato con uno sviluppo professionale continuo.

## Organizzazioni professionali
Essendo una miscela unica di discipline accademiche, gli scienziati della conservazione possono unirsi a un assortimento di organizzazioni professionali per soddisfare le loro diverse esigenze e specializzazioni. Queste organizzazioni possono includere quelle dedicate esclusivamente alla scienza della conservazione o a un campo scientifico correlato. Molte delle organizzazioni generali di conservazione e scientifiche correlate, infatti, hanno gruppi specializzati per la scienza della conservazione. L'American Ceramic Society, ad esempio, ha una divisione di Arte, Archeologia e Scienze della Conservazione dedicata al progresso dello studio scientifico della ceramica e della sua conservazione. 
Il seguente elenco non è affatto esaustivo per le possibili organizzazioni in quanto esistono numerose associazioni regionali, nazionali e internazionali per ciascuna categoria.

### Organizzazioni di scienze della conservazione
- Associazione Nazionale degli Esperti di Diagnostica e di Scienze e Tecnologie applicate ai Beni Culturali (ANEDbc)[28]

### Organizzazioni di conservazione e preservazione
- Internazionali
  - International Centre for the Study of the Preservation and Restoration of Cultural Property (ICCROM)- Materials and technology[29]
  - International Institute for Conservation of Historic and Artistic Works (IIC)[30]
  - International Council of Museums- Committee for Conservation (ICOM-CC)[31] - Scientific Research
  - The Institute of Conservation (ICON)- Science Group[32]
- Australia
  - Australian Institute for the Conservation of Cultural Material Inc.[33]- Conservation Science Special Interest Group[34]
- Canada
  - Canadian Association for Conservation of Cultural Property (CAC)[35]
  - Canadian Association of Professional Conservators (CAPC)[36]
  - Canadian Conservation Institute (CCI)[37]
- Stati Uniti
  - American Institute for Conservation (AIC)[38]: Research and Technical Studies

### Organizzazioni scientifiche
- Eastern Analytical Symposium (EAS)[39][40]
- Infrared & Raman Users Group (IRUG)[41]
- Society for Applied Spectroscopy (SAS)[42]
- American Chemical Society (ACS)[43]
- Materials Research Society (MRS)[44]
- American Society for Testing and Materials (ASTM) International[45]
- Royal Society of Chemistry (RSC)[46]

## Posizioni correlate
A causa della natura del loro lavoro e delle posizioni nei musei, gli scienziati della conservazione vengono talvolta definiti anche "scienziati", "scienziati dei musei", "scienziati dell'arte" o "scienziati del patrimonio culturale". Sono generalmente collocati a livello organizzativo nel dipartimento di conservazione o scienza delle istituzioni culturali; tuttavia, alcuni musei hanno dipartimenti esclusivamente dedicati alla scienza della conservazione (ad esempio il Kunsthistorisches Museum). 
Gli scienziati della conservazione collaborano anche con una varietà di professionisti museali e scienziati industriali, che possono specializzarsi nella scienza del patrimonio, al fine di adempiere a tutte le loro responsabilità e doveri. A causa della natura simile dei loro compiti, lavorano più frequentemente con conservatori (vale a dire con la figura del conservatore-restauratore e del conservatore di oggetti) e curatori per completare studi tecnici sugli oggetti nella collezione del loro museo per determinare i materiali utilizzati, le tecniche degli artisti, l'autenticità dell'opera e i precedenti trattamenti conservativi. Queste tre professioni collaborano anche per determinare gli obiettivi del trattamento conservativo e le condizioni ambientali ideali (conservazione preventiva) per gli oggetti. I progettisti delle mostre, gli architetti e i gestori delle collezioni si consultano anche con gli scienziati della conservazione per garantire che le condizioni ambientali siano adatte per gli oggetti mentre sono in deposito o in mostra.
Gli scienziati industriali vengono anche consultati da scienziati della conservazione sui materiali degli oggetti e sugli studi chimici. I due gruppi di scienziati, insieme ai produttori di strumenti, collaborano anche "per sviluppare e adattare nuove tecniche analitiche non invasive".